# Zigismunds Sirmais
Zigismunds Sirmais (Riga, 6 mei 1992) is een Letse speerwerper. Hij nam tweemaal deel aan de Olympische Spelen, maar won hierbij geen medailles. Hij werd Europees kampioen bij de senioren en in de leeftijdscategorie U23.

## Loopbaan
Een van zijn beste prestaties tot nu toe leverde Sirmais op 20 maart 2011, toen hij in het Bulgaarse Sofia tijdens de European Cup Winter Trowing het wereldjeugdrecord speerwerpen verbeterde tot 84,47 m, enkele maanden later gevolgd door een verdere verbetering tot 84,69.
Het jaar ervoor was hij bij de wereldkampioenschappen voor junioren in Moncton zevende geworden met een beste worp van 73,38.
In 2013 won Sirmais het speerwerpen bij de Europese kampioenschappen voor neo-senioren (U23) met een worp van 82,77 m.
Zijn beste prestatie behaalde hij in 2016 door goud te winnen bij de Europese kampioenschappen atletiek 2016. Met een beste poging van 86,66 versloeg hij de Tsjech Vítezslav Veselý (zilver; 83,59) en de Fin Antti Ruuskanen (brons; 82,44).
Sirmais komt uit voor de club Arkādija en wordt getraind door Valentīna Eiduka.

## Titels
- Europees kampioen speerwerpen - 2016
- Europees kampioen U23 speerwerpen - 2013
- Europees kampioen U18 speerwerpen - 2011

## Persoonlijk record
| Onderdeel   | Prestatie | Datum       | Plaats    |
| ----------- | --------- | ----------- | --------- |
| speerwerpen | 86,66 m   | 7 juli 2016 | Amsterdam |

## Palmares

### speerwerpen
- 2010: 7e WJK - 73,38 m
- 2011:  EK junioren - 81,53 (CR)
- 2011:  European Cup Winter Throwing - 84,47 m
- 2011: 17e in kwal. WK - 73,16 m
- 2012: NM in kwal. OS
- 2013:  European Cup Winter Throwing - 82,51 m
- 2013:  EK U23 - 82,77 m
- 2015:  Universiade - 79,37 m
- 2016:  EK - 86,66 m
- 2016: 8e in kwal. OS - 80,65 m